# 白鳥令
白鳥 令（しらとり れい、1937年8月26日 - ）は、日本の政治学者。専門は政治学。獨協大学名誉教授、東海大学名誉教授。国際教養大学特任教授。長男に政治学者の白鳥浩がいる。

## 人物・経歴
台湾台北州台北市生まれ。1960年早稲田大学政治経済学部卒業。1966年早稲田大学大学院博士課程満期退学。
1966年獨協大学講師、1970年同助教授、1975年同教授を経て1987年より東海大学政治経済学部教授。マルタ共和国名誉総領事を務める。

## 政歴
- 1997年7月　埼玉県草加市長選挙に無所属（民主党・太陽党・新党さきがけ推薦）で立候補し落選。
- 1999年3月　民主党参議院議員藤井俊男の後援会「彩の会」結成に参加し、会長代行に就任。
- 2002年4月　藤井の長男が大麻取締法違反で逮捕されたため「彩の会」を退会。

## 著書

### 単著
- 『政治理論の形成――プラトンからロックまで』（東海大学出版会, 1965年）
- 『政治発展論』（東洋経済新報社, 1968年）
- 『世論・選挙・政治――変わる日本人の政治意識』（日本経済新聞社, 1972年）
- 『日本における保守と革新』（日本経済新聞社, 1973年）
- 『日本政治の構造』（東洋経済新報社, 1975年）

### 編著
- 『数量政治分析』（ぺりかん社, 1971年）
- 『保守体制（上・下）』（東洋経済新報社, 1977年）
- 『革新勢力』（東洋経済新報社, 1979年）
- 『日本の政党地図―― '80-'90』（学陽書房, 1980年）
- 『現代政治学の理論（上・下・続）』（早稲田大学出版部, 1981年-1985年）
- 『日本の内閣（全３巻）』（新評論, 1981年）
- 『政治の経済学――民主主義はいくらかかるか』（ダイヤモンド社, 1982年）
- 『すぐできる政治改革――自民党に明日はあるか』（リバティ書房, 1989年）
- 『政策決定の理論』（東海大学出版会, 1990年）
- 『小選挙区制で政治はどうなるか』（リバティ書房, 1995年）
- 『選挙と投票行動の理論』（東海大学出版会, 1997年）
- 『政治制度論――議院内閣制と大統領制』（芦書房, 1999年）
- 『福祉国家の再検討』（新評論, 2000年）
- 『ゲームの社会的受容の研究――世界各国におけるレーティングの実際』（東海大学出版会, 2003年）

### 共編著
- （内田健三・富田信男）『保守回帰』（新評論, 1981年）
- （沖野安春・阪上順夫）『分割統治――比例代表制導入後の日本政治』（芦書房, 1983年）
- （岩見隆夫）『乱連立の時代』（芦書房, 1984年）
- （曽根泰教）『現代世界の民主主義理論』（新評論, 1984年）
- The Welfare State East and West, co-edited with Richard Rose, (Oxford University Press, 1986).（木島賢・川口洋子訳『世界の福祉国家――課題と将来』新評論, 1990年）
- （佐藤正志）『現代の政治思想』（東海大学出版会, 1993年）
- Comparative Politic Finance Among the Democracies, co-edited with Herbert A. Alexandr, (Westview Press, 1994).（岩崎正洋ほか訳『民主主義のコスト――政治資金の国際比較』新評論, 1995年）
- Asia-Pacific Economies: 1990s and beyond, co-edited with M. Dutta, (JAI Press, 1994).
- （砂田一郎）『現代政党の理論』（東海大学出版会, 1996年）
- （阪上順夫・河野武司）『90年代初頭の政治潮流と選挙』（新評論, 1998年）
- （青木一能）『比較政治学の視座』（新評論, 1998年）

### 訳書
- アーウィン・ノル, J・マクファーデン編『アメリカ軍国主義批判』（ぺりかん社, 1970年）